# Plateumaris germari
Plateumaris germari är en skalbaggsart som först beskrevs av Mannerheim 1843.  Plateumaris germari ingår i släktet Plateumaris och familjen bladbaggar. Inga underarter finns listade i Catalogue of Life.